# Гиллиспи, Чарльз
Чарльз Колстон Гиллиспи (англ. Charles Coulston Gillispie; 6 августа 1918 года — 6 откября 2015 года) — американский историк науки, профессор Принстонского университета. Вместе с Томасом Куном, с которым в течение 16 лет работал в Принстоне, считается одним из основоположников современной истории науки.

## Биография и творчество
В 1940 году получил степень бакалавра химии в Уэслианском университете.
В качестве артиллериста участвовал во Второй мировой войне во время действий американского контингента в южной Германии, принимал участие в освобождении заключенных Дахау. Воспоминания об этих событиях преследовали его всю жизнь.
После окончания войны подготовил и защитил докторскую диссертацию по истории в Гарвардском университете.
Первой книгой Гиллиспи, которая сразу же принесла ему известность, стала монография «Genesis and Geology» («Книга Бытия и Геология») (1951), посвященная взаимоотношениям религии и зарождающейся геологической науки в Великобритании в 1790—1850 гг.
Являясь "сложным, динамичным, своеобразным отчетом о развитии научных идей на протяжении четырехсот лет", его книга The Edge of Objectivity: An Essay in the History of Scientific Ideas, вышедшая в 1960, помогла становлению истории науки как полноценной академической дисциплины. Она выросла из его курса Humanities 304 в Принстоне, который называют одним из первых в мире по истории науки. Любопытно, что в ней он ставит Менделя выше Дарвина, а Максвелла выше Фарадея.
Позднее занимался главным образом историей французской науки XVIII—XIX вв.
- Science and Polity in France: The Revolutionary and Napoleonic Years (Princeton University Press, 2004) {Рец. Джеда Бухвальда}. Как отмечает рецензент Бухвальд, в ней автор "подвергает себя и своих субъектов моральному контролю, морали, основанной на убеждении, что научная работа, больше, чем любая другая форма человеческих усилий, направлена на преодоление предрассудков и требований момента".